# Передний мозг
Передний мозг, или прозэнцефалон (лат. prosencephalon, англ. forebrain) — это отдел головного мозга хордовых животных, выделяемый на основании особенностей его эмбрионального развития у этих видов животных. Передний мозг (прозэнцефалон) является одним из трёх первичных мозговых пузырей, образующихся в первичной нервной трубке вскоре после нейруляции и образования нейромер, на так называемой трёхпузырьковой стадии развития ЦНС эмбриона. Двумя другими первичными мозговыми пузырями являются средний мозг (мезэнцефалон) и ромбовидный мозг (ромбэнцефалон). Передний мозг в процессе раннего эмбрионального развития делится на два больших полушария.

## Эмбриональное развитие
Будущий прозэнцефалон у эмбрионов разных видов хордовых может быть анатомо-гистологически подразделён на различное число сегментов (представляющих собой поперечные волнообразные выпуклости на поверхности рострального (переднего) конца головного утолщения первичной нервной трубки). Эти сегменты будущего переднего мозга называются прозомерами.
В дальнейшем, на пятипузырьковой стадии развития ЦНС эмбриона, прозэнцефалон разделяется на два вторичных мозговых пузыря — эмбриональный телэнцефалон, дающий затем начало структурам конечного мозга у взрослых животных, и диэнцефалон, дающий начало структурам промежуточного мозга. Из эмбрионального телэнцефалона развиваются серое вещество коры больших полушарий, гиппокампальная формация и базальные ганглии, а также связывающие их и подлежащие под корой больших полушарий пучки белого вещества. Из эмбрионального диэнцефалона развиваются эпиталамус, таламус, гипоталамус, субталамус и метаталамус.
| Первичный мозговой пузырь | Вторичные мозговые пузыри | Первичные прозомеры | Вторичные прозомеры | Дальнейшая прозомеризация |
| ------------------------- | ------------------------- | ------------------- | ------------------- | ------------------------- |
| Прозэнцефалон (P)         | Телэнцефалон (T)          | T                   | T1                  |                           |
| Прозэнцефалон (P)         | Телэнцефалон (T)          | T                   | Псевдопрозомера T2  |                           |
| Прозэнцефалон (P)         | Диэнцефалон (D)           | D                   | D1                  |                           |
| Прозэнцефалон (P)         | Диэнцефалон (D)           | D                   | D2                  | Ростральный парэнцефалон  |
| Прозэнцефалон (P)         | Диэнцефалон (D)           | D                   | D2                  | Каудальный парэнцефалон   |
| Прозэнцефалон (P)         | Диэнцефалон (D)           | D                   | D2                  | Синэнцефалон              |

## Клиническое значение
Когда у эмбриона передний мозг не может разделиться на два полушария, результатом этого становится состояние, известное как голопрозэнцефалия.

## Дополнительные изображения

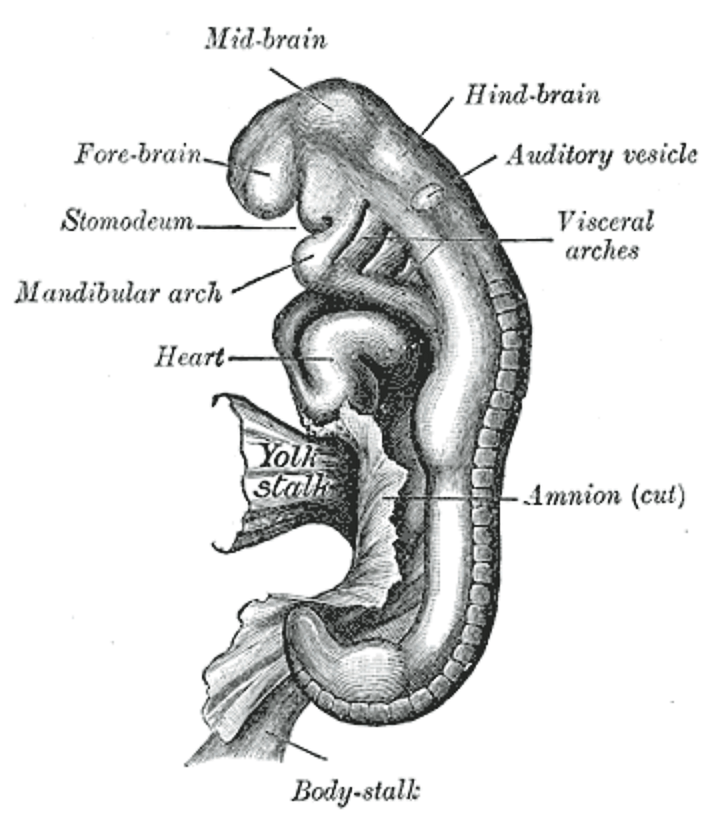
Эмбрион между 18 и 21 днями.
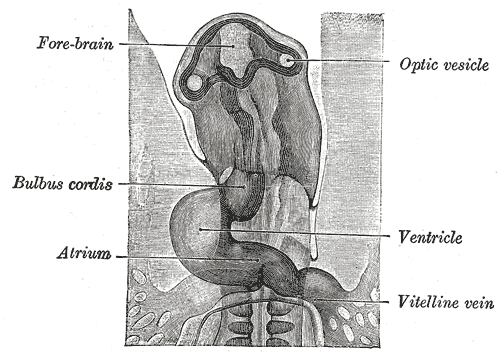
Голова эмбриона курицы после примерно 38 часов инкубации, вид с центральной поверхности, 26-кратное увеличение.